# 金水晶酒造
金水晶酒造（きんすいしょうしゅぞう）は、福島県福島市にある日本酒の酒蔵。福島市内で唯一の酒蔵となっている。
2024年（令和6年）2月26日、有限会社金水晶酒造店から金水晶酒造株式会社に商号変更した。

## 概要
1895年（明治28年）創業。当主の斎藤家はもとは関東地方出身の武士で、福島移住後に伊達政宗に召し抱えられ、二本松城や会津城などの城攻めでの功により長脇刀などを拝領した。福島市松川町は江戸時代には「八丁目宿」として旅籠などが立ち並んだ地で、斎藤家も農業や旅籠を営んでいた。しかし、明治維新後、交通手段の変化などから「八丁目宿」が衰退し始めたため、初代・金次郎によって酒造りが始められた。「金水晶」の名は蔵元近くに金や水晶を産する山があったことに由来する。その後、全国新酒鑑評会金賞（12回）、インターナショナルワインチャレンジゴールドメダル、純米酒大賞金賞などを受賞している（2019年現在）。
2022年（令和4年）3月16日の福島県沖地震で被災したため、酒蔵を福島市荒井に移転新築し、2024年（令和6年）3月16日に直売所やリキュール棟を新設した酒蔵「金水晶四季の蔵」がオープンした。

## 主な銘柄
- 純米吟醸酒「摺上川（すりかみがわ）」[2]
- 金水晶「大吟醸」[2]
- 金水晶「純米大吟醸」[2]

## アクセス
- 本社（福島県福島市松川町字本町29番地）
- 金水晶四季の蔵（福島県福島市荒井上鷺） - 酒蔵、直売所[1]
  - 2024年（令和6年）3月16日に農村公園「四季の里」の隣接地に新設[5]
  - 東北自動車道福島西インターチェンジから自動車で約10分